# Condensador
|  | Per a altres significats, vegeu «Condensador variable». |

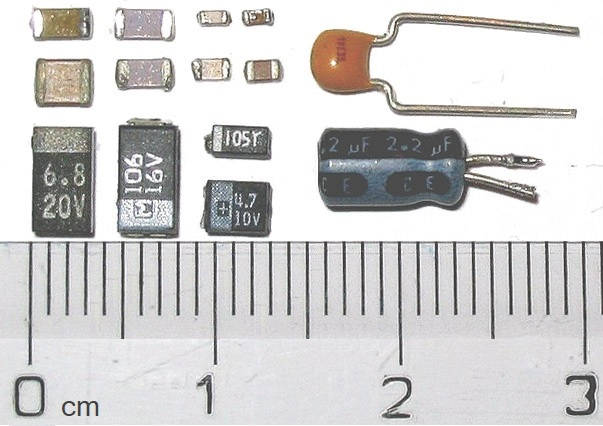
Condensadors per a muntatge superficial (SMD), els dotze de l'esquerra, comparats amb dos condensadors tradicionals relativament petits

Un condensador és un dispositiu que emmagatzema energia en el camp elèctric que s'estableix entre un parell de conductors els quals estan carregats però amb càrregues elèctriques oposades. Històricament els condensadors han adoptat la forma d'un parell d'armadures de metall, ja siguin planes o enrotllades en un cilindre, però de totes maneres entre qualsevol parell de conductors en qualsevol disposició sempre es dona el fenomen de la capacitància.

## Història

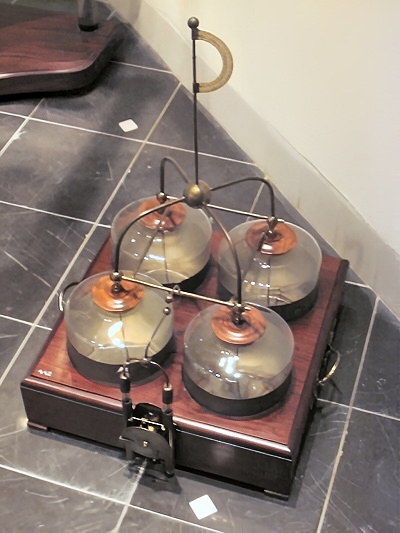
Imatge de quatre ampolles de Leiden

L'octubre del 1745, Ewald Georg von Kleist de Pomerània (Alemanya) va inventar el primer condensador. Consistia en una ampolla amb aigua amb un conductor dins i sortint per la boca mentre l'altre era sostingut manualment sobre el vidre que feia d'aïllant.
Un any més tard el físic neerlandès Pieter van Musschenbroek va inventar a la universitat de Leiden a un giny similar mentre intentava electritzar l'aigua continguda dins d'una ampolla, amb un revestiment metàl·lic interior que era un dels elèctrodes i un d'exterior separat de l'anterior pel vidre. L'invent seria conegut com l'ampolla de Leiden. Més tard Daniel Gralath combinaria diverses ampolles per tal d'augmentar la càrrega emmagatzemada.
Benjamin Franklin va investigar amb ampolles de Leiden i va poder demostrar que la càrrega era emmagatzemada en el vidre i no a l'aigua com s'havia pensat fins llavors. La primera unitat de capacitància va ser el jar que equivalia aproximadament a un nanofarad actual.
El terme condensador va ser encunyat per Alessandro Volta el 1782 (condensatore en italià) i fa referència a la qualitat d'aquests ginys d'emmagatzemar una densitat de càrrega elèctrica molt més gran que un conductor normal.

## Descripció

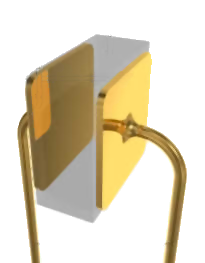
Diagrama d'un condensador d'armadures paral·leles.

Un condensador és format per dos elèctrodes, o armadures, separades per un dielèctric que evita que les càrregues elèctriques passin d'un elèctrode a l'altre. Les càrregues poden arribar a les armadures per altres camins, per exemple procedents d'una bateria, però si es treu la bateria les càrregues continuaran a les armadures. D'acord amb la llei de Coulomb les càrregues separades pel dielèctric s'atreuen entre si i es crea un camp elèctric entre les armadures. El condensador més simple consisteix en dues armadures amples separades per una capa prima de material dielèctric.
Si assumim que l'àrea de les armadures {\displaystyle A} és molt més gran que la seva separació {\displaystyle d}, llavors el camp elèctric instantani entre les armadures {\displaystyle E(t)} és idèntic a qualsevol punt entre les dues superfícies. Si la càrrega instantània es reparteix regularment, tenim 
{\displaystyle E(t)=-{\frac {q(t)}{\varepsilon {}A}}},
on {\displaystyle \varepsilon } és la permitivitat del dielèctric.
El voltatge {\displaystyle v(t)} entre les armadures vindrà donat per
{\displaystyle v(t)=-\int _{0}^{d}E(t)\,\,\,{\text{d}}z={\frac {q(t)d}{\varepsilon {}A}}},
on {\displaystyle z} és un punt entre les armadures.
La capacitància d'un condensador d'armadures, i conseqüentment, la quantitat d'energia que pot emmagatzemar el condensador, és proporcional a la superfície de les armadures i inversament proporcional a la distància entre aquestes. També és proporcional a la permitivitat del material dielèctric (és a dir, no conductor) que separa les armadures, ja siga el buit, aire o altres materials triats específicament per la seua elevada permitivitat elèctrica.
Per a un cert nombre d'elèctrodes o armadures idealitzats és possible determinar amb exactitud la seva capacitat i la força del camp elèctric. A la taula següent la capacitat se simbolitza com a C i la força del camp elèctric a l'interior del condensador com a E.
| Tipus                 | Capacitat | Camp elèctric                                                                           | Representació esquemàtica |
| --------------------- | --- | --------------------------------------------------------------------------------------- | ------------------------- |
| Condensador pla       | {\displaystyle C=\varepsilon _{0}\varepsilon _{\mathrm {r} }\cdot {\frac {A}{d}}}                                          | {\displaystyle E={\frac {Q}{\varepsilon _{0}\varepsilon _{\mathrm {r} }A}}}             |                           |
| Condensador cilíndric | {\displaystyle C=2\pi \varepsilon _{0}\varepsilon _{\mathrm {r} }\,{\frac {l}{\ln \!\left({\frac {R_{2}}{R_{1}}}\right)}}} | {\displaystyle E(r)={\frac {Q}{2\pi rl\varepsilon _{0}\varepsilon _{\mathrm {r} }}}}    |                           |
| Condensador esfèric   | {\displaystyle C=4\pi \varepsilon _{0}\varepsilon _{\mathrm {r} }\left({\frac {1}{R_{1}}}-{\frac {1}{R_{2}}}\right)^{-1}}  | {\displaystyle E(r)={\frac {Q}{4\pi r^{2}\varepsilon _{0}\varepsilon _{\mathrm {r} }}}} |                           |
| Esfera                | {\displaystyle C=4\pi \varepsilon _{0}\varepsilon _{\mathrm {r} }R_{1}}                                                    | {\displaystyle E(r)={\frac {Q}{4\pi r^{2}\varepsilon _{0}\varepsilon _{\mathrm {r} }}}} |                           |

### Capacitància
La capacitància, {\displaystyle C}, és una mesura de la quantitat de càrrega elèctrica emmagatzemada a cadascuna de les armadures per a un voltatge donat
{\displaystyle q(t)=Cv(t)},
on
{\displaystyle C={\frac {\varepsilon {}A}{d}}}
per a un condensador ideal d'armadures 
on
C és la capacitància en farads, F
ε és la permitivitat del dielèctric utilitzat
A és l'àrea de cada placa, mesurada en metres quadrats
d és la separació entre les armadures, mesurada en metres
En unitats del Sistema Internacional, la capacitància es mesura en farads, un condensador tindrà una capacitància d'un farad quan un coulomb de càrrega produeixi una diferència de potencial d'un volt entre les armadures. Com que el farad és una unitat molt gran, el valor d'un condensador s'expressa sovint en microfards (μF), nanofarads (nF), o picofarads (pF). En general, la capacitància serà més gran si les armadures són molt grans i la distància que les separa és molt petita. La qualitat del dielèctric que hi ha entre les armadures és determinant per a la capacitància del condensador atès que les seves molècules queden polaritzades de manera que es redueix el camp elèctric intern i, per tant, el voltatge.

### Emmagatzemament d'energia
El moviment de càrregues entre les armadures d'un condensador a causa d'una influència externa genera un treball. Quan la influència externa desapareix la separació de les càrregues persisteix, de manera que hi haurà una energia emmagatzemada al camp elèctric creat per la presència de les càrregues. Si és possible que les càrregues tornin a la seva posició d'equilibri es podrà alliberar l'energia emmagatzemada.. El treball necessari per establir el camp elèctric, i la quantitat d'energia emmagatzemada, vindrà donada per:
{\displaystyle W(t)=-q(t)\int _{0}^{d}E(t){\text{d}}z={1 \over 2}{q(t)^{2} \over C}={1 \over 2}Cv(t)^{2}={1 \over 2}{v(t)q(t)}}
La quantitat màxima d'energia que es podrà emmagatzemar en un condensador vindrà donada pel límit del voltatge de ruptura del dielèctric. En conseqüència, tots els condensadors fets amb un determinat dielèctric tindran la possibilitat d'emmagatzemar aproximadament la mateixa densitat de càrrega (la mateixa densitat d'energia) si el dielèctric és la part dominat del seu volum. Com més volum tingui el dielèctric més càrrega es podrà emmagatzemar a les armadures del condensador.

### Envelliment
La capacitància d'alguns tipus de condensador disminueix a mesura que el material dielèctric envelleix. Els factors que més significatius que determinen l'envelliment són el tipus de dielèctric i les temperatures de treball i d'emmagatzemament, mentre que la tensió de treball té un efecte molt petit. L'envelliment és reversible per mitjà de l'escalfament del component per sobre de la temperatura de Curie. En el cas dels condensadors ceràmics l'envelliment és més ràpid al principi de la vida del component i després s'estabilitza; en els condensadors electrolítics, en canvi, el procés es produeix al final de la vida del component en evaporar-se l'electròlit.

## Funcionament als circuits elèctrics
Quan es connecta un condensador a una font de corrent, es transfereix una quantitat de càrrega a les seves armadures segons una ràtio definida per: {\displaystyle i(t)={\text{d}}q(t)/{\text{d}}t}. Com que el voltatge entre les armadures és proporcional a la càrrega, tenim que:
{\displaystyle v(t)={\frac {1}{C}}q(t)={\frac {1}{C}}\int _{0}^{t}i(\tau )\,\,{\text{d}}\tau }.
I a la inversa, si tenim un condensador connectat a una font de voltatge, el corrent de desplaçament vindrà donat per:
{\displaystyle i(t)=C{\frac {{\text{d}}v(t)}{{\text{d}}t}}}.
Per exemple, si connectem un condensador de 1000 µF a una font de voltatge i incrementem el voltatge segons una ràtio de 2,5 volts per segon, el corrent que passarà a través del condensador serà:
{\displaystyle i=C{\frac {{\text{d}}v}{{\text{d}}t}}=(1000\times 10^{-6}{\text{ F}})(2,5{\text{ V/s}})=2,5{\text{ mA}}}.
En un circuit de corrent continu (CC o, en anglès, direct-current, DC), un condensador actua com un circuit obert: no el travessa cap corrent, encara que la diferència de potencial inicialment aplicat entre els seus extrems pot servir com una font d'energia per al circuit (tot i que minvant de manera exponencial). En corrent altern (CA o, en anglès, alternating-current, AC), un condensador emmagatzema i allibera energia cíclicament al doble de la freqüència fonamental.

### Condesadors amb corrent continu

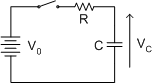
Un circuit simple amb una resistència i un condensador que il·lustra la càrrega d'aquest

Un circuit que continguin tan sols una resistència, un condensador i una font de voltatge que proporcioni un corrent continu constant {\displaystyle v_{\text{src}}(t)=V_{0}} posats en sèrie, és conegut com a circuit de càrrega. A partir de la llei de Kirchhoff del voltatge tenim que:
{\displaystyle V_{0}=v_{r}(t)+v_{c}(t)=i(t)R+{\frac {1}{C}}\int _{0}^{t}i(\tau )\,\,{\text{d}}\tau },
on {\displaystyle v_{r}(t)} i {\displaystyle v_{c}(t)} són, respectivament, els voltatges als extrems de la resistència i del condensador. Si reduïm l'expressió a una equació diferencial de primer ordre, tenim:
{\displaystyle RC{\frac {{\text{d}}i(t)}{{\text{d}}t}}=-i(t)}
Assumint que el condensador no està carregat inicialment, no presenta cap camp elèctric intern, i que el corrent inicial és {\displaystyle I_{0}=V_{0}/R}. Amb aquestes condicions inicials podem resoldre l'equació diferencial com:
{\displaystyle i(t)={\frac {V_{0}}{R}}\exp \left(-{\frac {t}{RC}}\right)}.
La caiguda de tensió entre els extrems del condensador és:
{\displaystyle v(t)=V_{0}\left[1-\exp \left({\frac {-t}{RC}}\right)\right]}.
En conseqüència, a mesura que la càrrega s'incrementa a les armadures del condensador també s'incrementa el voltatge i ho fa fins que assoleix un estat estacionari que correspon al valor de {\displaystyle V_{0}} i el corrent cau a zero. Tant el corrent com la diferència de potencial entre el condensador i la font cauen exponencialment respecte del temps. La constant de temps de la caiguda vindrà donada per {\displaystyle \tau =RC}.

### Condesadors amb corrent altern
La impedància, el vector resultant de sumar la reactància amb la resistència, descriu la diferència de fase i la relació d'amplituds entre un voltatge sinusoidal i variable i un corrent també sinusoidal i variable a una freqüència donada. L'anàlisi de Fourier (vegeu transformada de Fourier i sèries de Fourier) permet construir qualsevol senyal a partir d'un espectre de freqüències, d'aquí que sigui possible calcular la reacció dels circuits a diferents freqüències.
La reactància i la impedància d'un condensador són respectivament:
{\displaystyle X=-{\frac {1}{\omega C}}=-{\frac {1}{2\pi fC}}}
{\displaystyle Z={\frac {1}{j\omega C}}=-{\frac {j}{\omega C}}=-{\frac {j}{2\pi fC}}}
on j és la unitat imaginària i ω la velocitat angular del senyal sinusoidal. - j indica que la fase del voltatge altern V = Z I presenta un decalatge de 90° respecte de la fase del corrent altern: la fase de corrent positiu es correspon amb l'increment del voltatge quan el condensador es carrega.
La impedància disminueix a mesura que s'incrementa la capacitància i la freqüència, això implica amb senyals d'alta freqüència o amb condensadors de gran capacitat tindrem com a resultat una petita amplitud de voltatge amb relació a l'amplitud del corrent, és a dir, tendeix a comportar-se com un curtcircuit (impedància nul·la) o un acoblament capacitiu. De manera contrària, a baixes freqüències, la reactància serà alta, per tant el condensador es comportarà de manera propera a un circuit obert (impedància infinita), el condensador haurà filtrat les freqüències.

### Condensadors en paral·lel

Circuit amb condensadors en paral·lel.

Quan es posen dos o més condensadors en paral·lel, tots seran sotmesos al mateix voltatge mentre que el corrent total serà la suma del corrent que passa a través de cadascun dels condensadors del circuit. Això comporta que la càrrega elèctrica emmagatzemada pel conjunt del circuit serà equivalent a la suma de la càrrega emmagatzemada a cadascun dels condensadors que el componen:
{\displaystyle Q=Q_{1}+Q_{2}+\cdots +Q_{n}=C_{1}U+C_{2}U+\cdots +C_{n}U=(C_{1}+C_{2}+\cdots +C_{n})U=C_{eq}U\,}
D'aquí que la capacitat total equivalent sigui:
{\displaystyle C_{eq}=C_{1}+C_{2}+\cdots +C_{n}}
El condensador equivalent als n condensadors que tenim al circuit en paral·lel tindrà una capacitat igual a la suma de les capacitats individuals dels n condensadors.
La tensió màxima que podrà suportar el conjunt del circuit serà la del condensador que presenti un valor més baix de tensió màxima.

### Condensadors en sèrie

Varis condensadors posats en sèrie en un circuit elèctric.

Quan es posen dos o més condensadors en sèrie tots seran sotmesos a la mateixa intensitat de corrent i la càrrega elèctrica emmagatzemada per cada element serà idèntica, el que comporta que la diferència de potencial als extrems del circuit sigui igual a la suma de la diferència de potencial a cada condensador:
{\displaystyle Q=Q_{1}=Q_{2}=\cdots =Q_{n}=C_{1}U_{1}=C_{2}U_{2}=\cdots =C_{n}U_{n}=C_{eq}U\,}
on
{\displaystyle U={\frac {Q}{C_{eq}}}=U_{1}+U_{2}+\cdots +U_{n}={\frac {Q}{C_{1}}}+{\frac {Q}{C_{2}}}+\cdots +{\frac {Q}{C_{n}}}\,}
d'on se segueix que el condensador de més capacitat suportarà menys tensió que el més petit del circuit.
{\displaystyle {\frac {1}{C_{eq}}}={\frac {1}{C_{1}}}+{\frac {1}{C_{2}}}+\cdots +{\frac {1}{C_{n}}}\,}
o, cosa que és el mateix,
{\displaystyle C_{eq}={\cfrac {1}{\sum _{i=1}^{n}{\cfrac {1}{C_{i}}}}}\,}
Con es pot observar a la darrera equació, el condensador equivalent a "n" condensadors en sèrie tindrà una capacitat inferior a qualsevol dels elements que componen el circuit.

## Tipus de condensadors

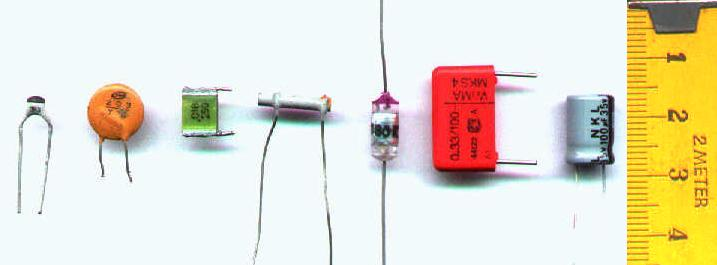
Diversos tipus de condensadors. D'esquerra a dreta: Ceràmic multicapa, ceràmic de disc, de polièster multicapa, ceràmic tubular, de poliestirè, de polièster metal·litzat, electrolític d'alumini.

En els condensadors reals, els condensadors comercials, a més de les característiques ideals s'han de tenir en compte altres factors com ara la tensió màxima de funcionament, determinada pel tipus de material aïllant utilitzat com a dielèctric (si se sobrepassa s'arribaria a la tensió de ruptura i es destruiria el condensador), la resistència i la inductància paràsita, la resposta en funció de la freqüència i les condicions ambientals de funcionament (deriva tèrmica). També hi ha la pèrdua dielèctrica que és la quantitat d'energia que es perd en forma de calor a un dielèctric no ideal. També trobem el corrent de fuita, que és el corrent que flueix a través del dielèctric, en un condensador ideal seria nul.
Al mercat hi ha molts tipus de condensadors, amb capacitats que van des de pocs picofarads fins a diversos farads i amb diverses tensions de funcionament, que va des de pocs volts fins a tensions molt elevades. En general, com més gran sigui el voltatge i la capacitat, més gran és la mida, el pes i el cost dels condensadors. El valor nominal de la capacitat presenta una certa tolerància o marge de possible desviació respecte del valor declarat. Els marges de tolerància van des de l'1 al 50% en el cas dels condensadors electrolítics
Els condensadors es classifiquen segons el material utilitzat com a dielèctric, hi ha dues grans categories: els condensadors amb dielèctric sòlid (també s'inclouria el que utilitzen l'aire com a dielèctric), que no presenten polarització, i els que utilitzen un òxid metàl·lic, anomenats condensadors electrolítics, que presenten una polaritat determinada que cal respectar car un error pot provocar una resposta violenta que pot arribar a l'explosió.

### Condensadors amb dielèctric sòlid o d'aire
Es fabriquen seguint la definició clàssica del condensador: un conductor metàl·lic separat per un aïllant. L'aïllant serà escollit en funció de la utilització a la que es vol destinar el condensador i determinarà les seves característiques.

#### Aire
Els condensadors que utilitzen l'aire com a dielèctric són molt resistents als arcs, perquè l'aire ionitzat és substituït, ràpidament, però no permeten altes capacitats. Els condensadors variables de mida més gran són d'aquest tipus, i s'utilitzen en els circuits ressonants de les antenes. Són sensibles a la humitat de l'ambient, la seva capacitat varia en funció de la humitat relativa de l'aire, i aquesta característica s'utilitza per construir sensors d'humitat.

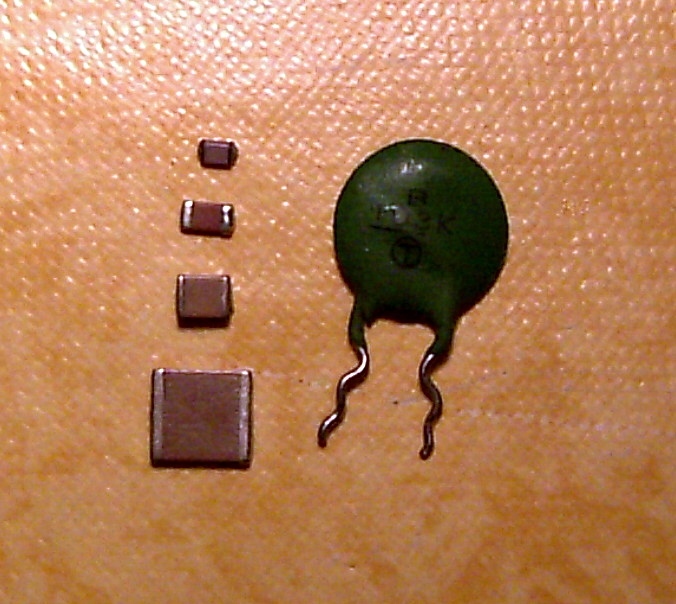
Diferents condensadors ceràmics, un de tipus radial (dreta) i quatre per a muntatge superficial (esquerra).

#### Ceràmica

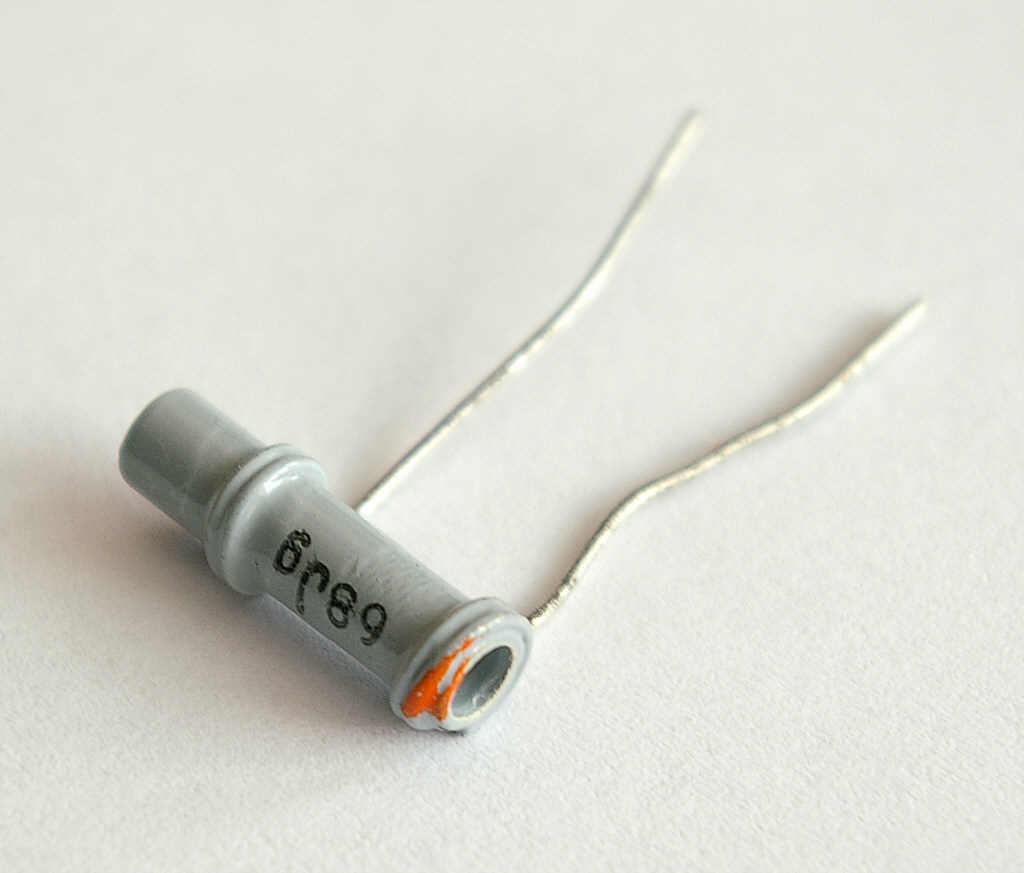
Un antic condensador ceràmic de 68pF amb la forma tubular habitual als anys 60 i 70.

La ceràmica és un material que presenta avantatges com proporcionar una inductància extremadament petita i una gran resistència, per això la seva utilització és molt àmplia en la fabricació de condensadors. Té aplicacions en alta freqüència (fins a uns centenars de gigahertz), en alta tensió (circuits amb vàlvules) o en condensadors miniaturitzats per a muntatge superficial en circuits impresos.
Però la ceràmica també presenta alguns inconvenients com la seva fragilitat, la necessitat de disposar certa distància entre les armadures per evitar arcs (el que fa que no siguin adequats a per a grans capacitats, però això no és un inconvenient a altes freqüències), o presentar una lleugera histèresi de càrrega i generen un cert soroll quan hi ha una gran amplitud del senyal o la freqüència és molt alta. Es tracta d'un soroll blanc amb poc efecte sobre els circuits d'alta freqüència atès que aquests estan sintonitzats a una banda estreta.
Hi ha molts tipus de condensadors ceràmics, la temperatura és una variable habitualment utilitzada per classificar-los (temperatura de treball, tolerància a la variació de la temperatura, etc.):
- Les ceràmiques de tipus C0G o NP0 presenten una gran estabilitat i tolerància amb la temperatura i baix corrent de fuita, són utilitzades per aplicacions d'altra freqüència i quan hi ha una necessitat de bona estabilitat amb la temperatura (els filtres són un exemple). Malauradament aquests tipus de ceràmica no tenen una constant dielèctrica massa gran i això limita el valor de la capacitat (de 4,7 pF a 0,047 µF, 5%), els condensadors són de com a màxim d'alguns nanofarads per als components per a muntatge en superfície. Solen ser més cars i grans que el d'altres tipus de ceràmica.

- Les ceràmiques de tipus X7R,tenen una estabilitat menor, al voltant del 10% de variació entre -10 °C i +60 °C. Per això s'acostumen a reservar per a aplicacions no crítiques que no requereixen una gran estabilitat. La constant dielèctrica és més elevada i es poden assolir valors de capacitat d'alguns centenars de nanofarads (nF), (de 3.300 pF a 0,33 µF, 10%).

- Les ceràmiques de tipus Y4T i Z5U tenen variacions de temperatura de l'ordre del 50% en algunes gammes i es reserven per a condensadors destinats a funcions de desacoblament. Tanmateix és possible fabricar components per a muntatge superficial d'alguns microfarads.

- Les ceràmiques especials per les hiperfreqüències, presenten una gran estabilitat i un factor de fuita molt petit i el seu preu és molt elevat.

#### Vidre
Els condensadors amb un dielèctric fet a base de diverses capes de vidre tenen una gran estabilitat amb la temperatura, són molt fiables i tenen una vida de llarga durada.

#### Paper
Van ser molt comuns en el passat als receptors de ràdio, són construïts amb una fulla d'alumini enrotllada amb paper i segellats amb cera. La seva capacitat arriba fins a alguns μF i la tensió màxima se situa al centenar de volts. Les versions fabricades amb paper impregnat amb oli poden tenir tensions de fins als 5.000 volts i s'utilitzen en els sistemes d'arrencada dels motors elèctrics, control de potència, i d'altres aplicacions d'electrotècnia.

#### Polièster
El polièster s'utilitza com a dielèctric dels condensadors, habitualment s'utilitza en forma de polietilè tereftalat (PET) i de polietilè naftalat (PEN).
L'avantatge del polietilè és que pot ser utilitzat en forma de làmines molt primes i permet unes capacitats importants en un volum petit en comparació a altres tipus de condensador com podrien ser els electrolítics. Es tracta d'un tipus de condensador fàcil de fabricar i, per tant, són barats, tanmateix tenen poca estabilitat amb la temperatura. Són molt utilitzats en els circuits d'àudio de mitjana i bona qualitat i en aquells circuits que requereixen una petita variació de la capacitat al llarg del temps o pels canvis d'humitat. Els de polietilè tereftalat també tenen utilitzacions com a substituts dels condensadors de paper i d'oli en els motors monofàsics.

#### Poliestirè
El poliestirè no és tan fàcil de fabricar com el polietilè però no és costós, els mobles de jardí i els embalatges acostumen a ser de poliestirè, tanmateix és difícil de laminar per tal d'obtenir pel·lícules primes. Per aquest motiu, els condensadors de poliestirè són relativament voluminosos per a una capacitat donada, un de 0,01μF és tant voluminós com un electrolític de 200μF. En comparació amb els de polietilè són considerablement més cars.
El gran avantatge dels condensadors de poliestirè és la seva qualitat, són molt estables. Per aquesta raó, s'utilitzen quan cal precisió, com ara als circuits de sintonització de banda estreta, bases de temps, etc. El seu soroll tèrmic és pràcticament indetectable i molt a prop del límit teòric establert. Són molt poc sensibles a la temperatura i a l'envelliment, es mantenen dintre dels límits de corrent i tensió determinats pel fabricant al llarg del temps, són molt insensibles a la utilització. La seva inductància paràsita depèn del tipus de muntatge, els que són construïts amb dues fulles de metall i dues làmines de poliestirè enrotllades en espiral tenen una bona precisió de la capacitat però per contra presente una certa inductància paràsita (feble). Els que són fets amb armadures de fosa en un bloc de poliestirè, tenen una capacitat menys precisa, això no és un problema per als circuits de precisió que tenen un element d'ajust, però amb una inductància paràsita molt baixa. La seva capacitat és de l'ordre dels picofarads i són utilitzats en el tractament de senyals.

#### Polipropilè
Els condensadors de polipropilè (PP) són, a efectes pràctics, tan estables com els de poliestirè car es necessiten segles perquè es manifesti la diferència, són menys precisos pel que respecta al valor nominal de la seva capacitat però són menys cars. Presenten poques fuites i gran resistència a les sobretensions. També són força grans amb relació a la seva capacitat, atès que el polipropilè tampoc no es presta a una laminació fàcil.

#### Sobre circuit imprès
A un circuit imprès dues àrees conductores superposades en diferents capes formen un condensador molt estable. És un pràctica habitual a la indústria d'aprofitar les àrees no utilitzades en diferents capes omplint-les amb material conductor i connectant una a la massa i l'altra a l'alimentació creant un condensador distribuït i al mateix temps allargant les pistes de l'alimentació.

### Condensadors electrolítics

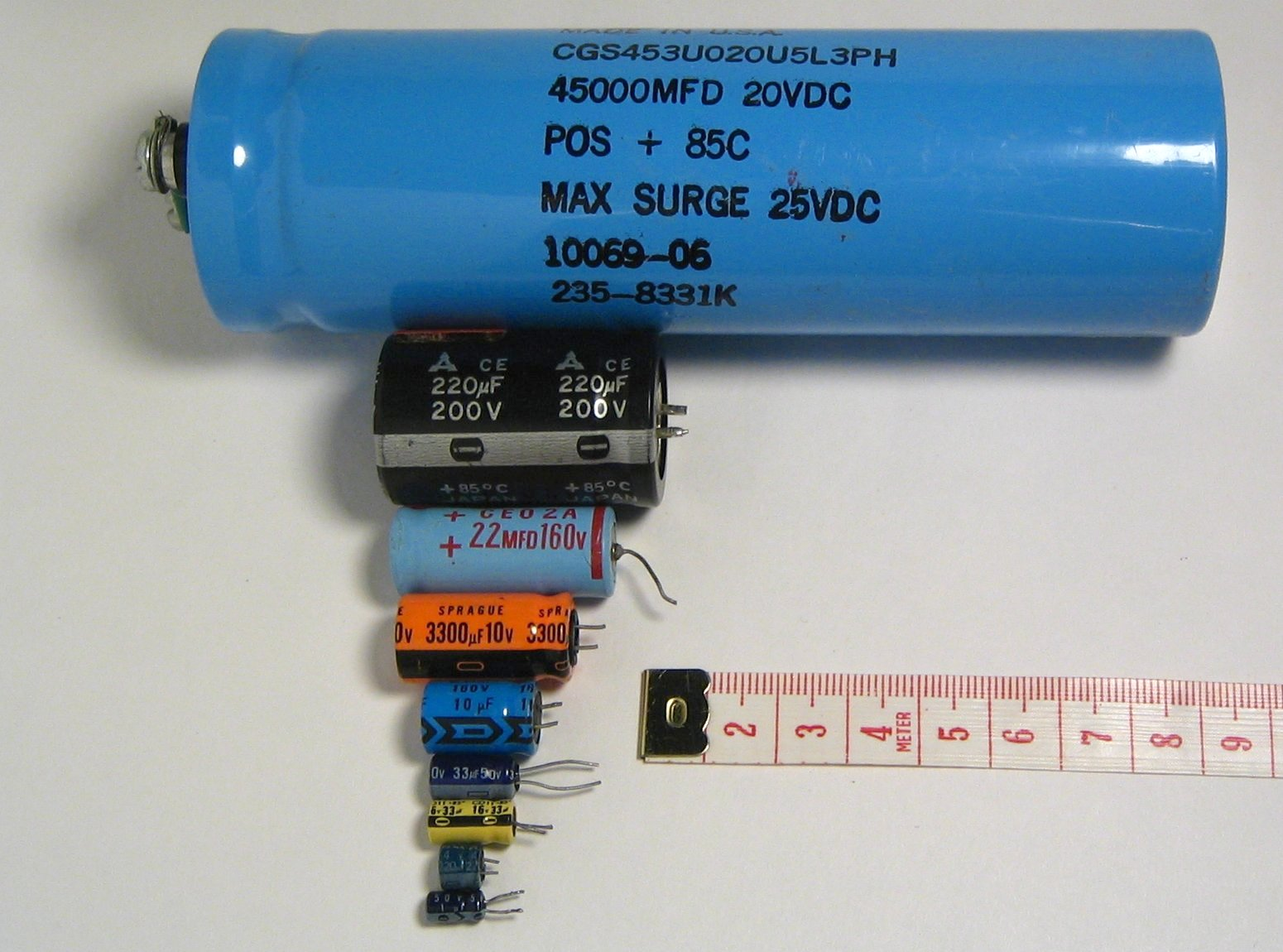
Diversos condensadors electrolítics de diferents mides.

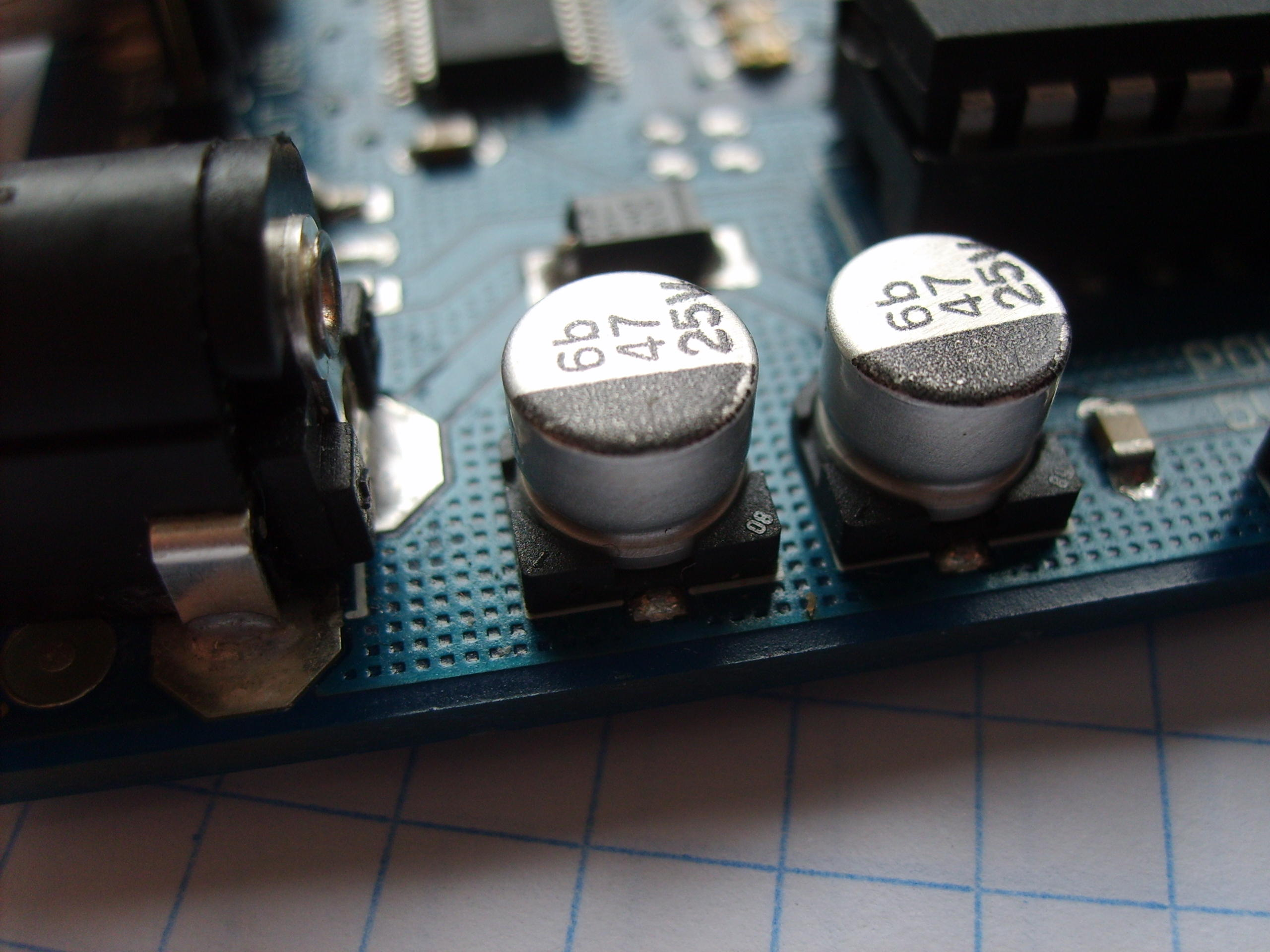
Condensadors electrolítics d'alumini en tecnologia SMD (muntatge superficial).

Als condensadors electrolítics no hi ha un material dielèctric sòlid, l'aïllament entre els armadures s'obté amb la formació i el manteniment d'una capa prima d'òxid sobre la superfície d'una armadura de metall. A diferència dels condensadors comuns, la poca amplada de la capa d'òxid permet l'obtenció de molta més capacitat en un espai petit, però per altra banda han de prendre precaucions especials per preservar l'òxid. En particular, cal respectar la polaritat de la tensió aplicada, en cas contrari l'aïllament es faria malbé i es destruiria el condensador. D'altra banda, als condensadors electrolítics hi ha una solució química humida que si s'asseca comportaria que el condensador deixés de funcionar.
La capacitat d'un condensador electrolític no es defineix amb precisió com en els condensadors amb aïllants sòlids. Particularment en els models d'alumini és habitual trobar l'especificació de valor mínim garantit, sense un límit màxim de la seva capacitat. Per a la majoria de les aplicacions, com el filtrat de l'alimentació després de la rectificació i l'acoblament de senyals, això no és un problema.

#### Alumini
El dielèctric es compon d'una capa d'òxid d'alumini. són compactes, però amb grans fuites. Estan disponibles amb capacitats de menys d'1 μF a 1.000.000 μF amb tensions de treball que van d'uns pocs volts a centenars de volts. Contenen una solució corrosiva i poden explotar quan s'alimenten amb la polaritat invertida. Després d'un llarg període tendeixen a assecar-se restant fora d'ús, i constitueixen una de les causes més freqüents d'avaria dels diferents tipus d'aparells electrònics.

#### Tàntal
Els condensadors de tàntal tenen una capacitat més estable i precisa que els d'alumini, també presenten menor corrent de fuita i una baixa impedància a baixes freqüències. Però no toleren els pics de sobretensió com els d'alumini i es poden malmetre, de vegades amb una violenta explosió, cosa que també succeeix quan s'alimenten amb la polaritat invertida o per sobre del límit establert. La capacitat arriba a prop dels 100 μF basant-se en la tensió de treball. Les armadures del condensador de tàntal són diferents, el càtode és format per grans de tàntal sinteritzat i el dielèctric està compost per òxid de titani. L'ànode es fa de vegades amb una capa de semiconductor, de diòxid de manganès dipositat químicament. En una versió millorada l'òxid de manganès va ser substituït per una capa de polímer conductor, polipirrol, que elimina la tendència de la combustió en cas de fallida.

### Condensadors variables
La capacitat dels condensadors variables pot ser canviada intencionadament i de manera repetida dins d'un interval característic de cada dispositiu. La seva aplicació típica és als circuits de sintonia dels receptors de ràdio, s'utilitzen per a variar la freqüència de ressonància dels circuits RLC.
Hi ha dos tipus de condensadors variables:
- aquells en què la variació és causada pel canvi mecànic de la distància o l'àrea de superposició de l'armadura. Alguns, anomenat condensadors de sintonia, s'utilitzen en els circuits de ràdio i són manipulats directament per mitjà d'un botó o d'una transmissió mecànica, mentre que d'altres de més petits, que acostumen a rebre el nom de trimmers,[4] estan muntats directament sobre el circuit imprès i s'utilitzen per a l'ajust precís del circuit a fàbrica, però un cop ajustat ja no serà modificat.
- aquells en els que la variació de la capacitat serà determinada pel canvi en l'espessor de la zona de depleció d'un díode de semiconductor, produït per la variació de la tensió de polarització inversa. Tots els díodes presenten aquest efecte, però alguns, que reben el nom de varactors, estan optimitzats per a aquesta finalitat, amb juncions grans i un perfil de dopatge dissenyat per maximitzar la capacitat.

## Aplicacions
Els condensadors tenen moltes aplicacions en els camps de l'electrònica i l'electrotècnia, pràcticament no hi ha cap circuit que no en tingui cap. Segons les característiques de tensió i de capacitat que es necessitin, i del tipus d'utilització que s'ha de fer, hi ha diferents tipus de condensadors: de paper, de tàntal, condensadors electrolítics, ceràmics, variables en l'aire, díodes varicap, etc. Les utilitzacions són variades, van des del filtrat de senyals fins a l'emmagatzemament d'energia (actuant com a bateries temporals) passant per la correcció del factor de potència.